# Jüdisches Leben in Berlin

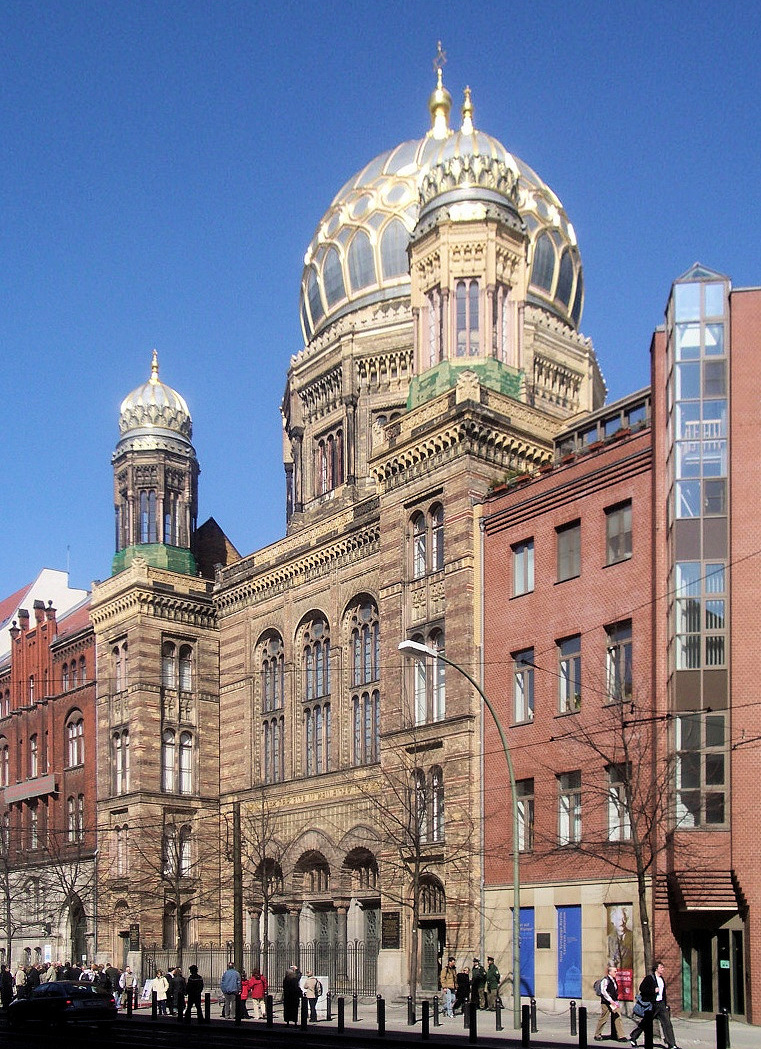
Neue Synagoge, eingeweiht 1866

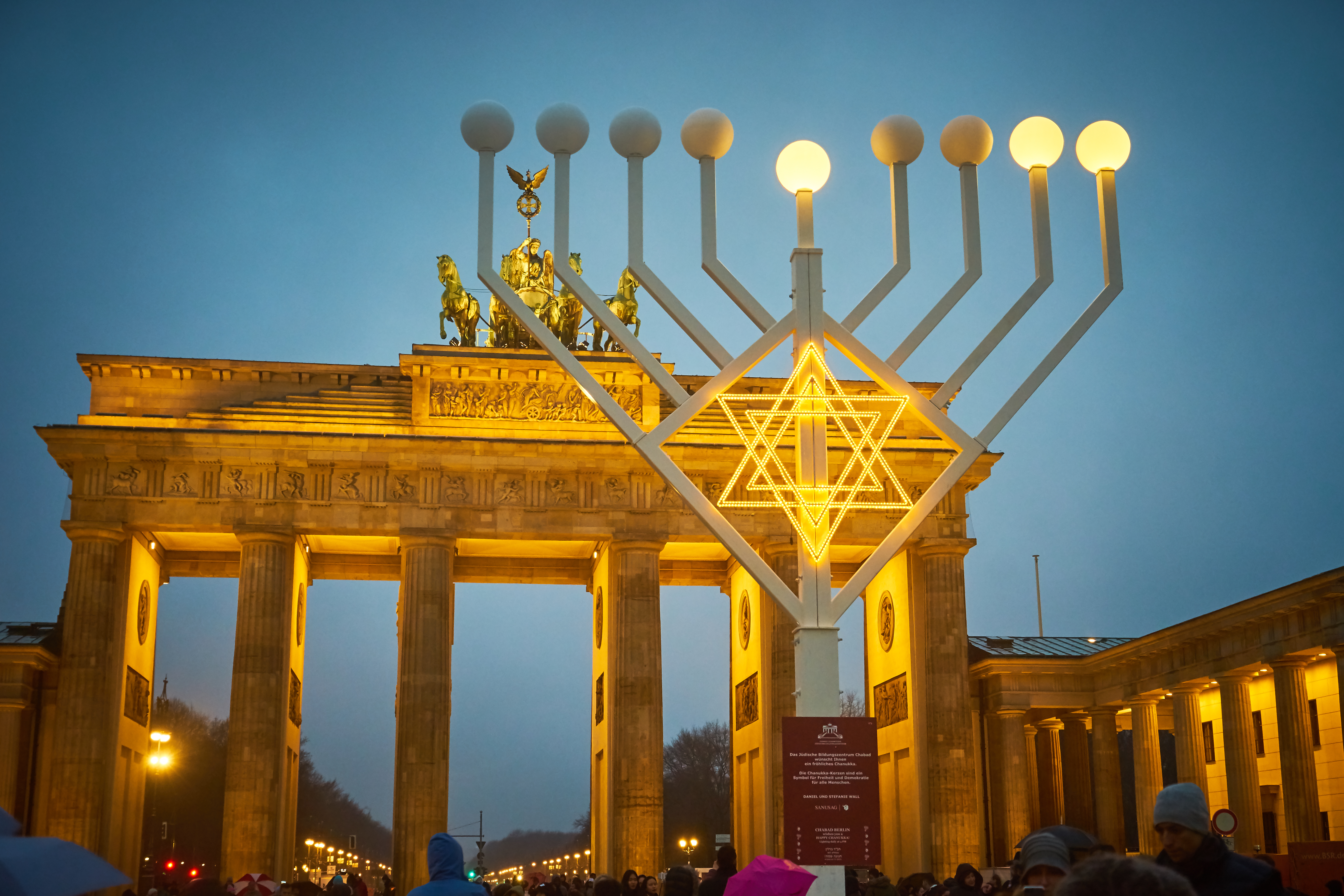
Chanukkia am Brandenburger Tor, 2016

Die Geschichte jüdischen Lebens in Berlin beginnt bereits während der Stadtentstehung im 13. Jahrhundert. Bis zum Beginn des 17. Jahrhunderts wurden Menschen, die dem Judentum zugerechnet wurden mehrfach aus Berlin vertrieben und wieder angesiedelt. Seit 1671 gibt es dauerhaft eine Jüdische Gemeinde in Berlin, die bis zum Beginn des 20. Jahrhunderts auf etwa 173.000 Menschen im Jahre 1925 anwuchs. Die Berliner Juden trugen in dieser Zeit zu einer Blütezeit der Stadt in den Wissenschaften und der Kultur bei.
In der Zeit des Nationalsozialismus zwischen 1933 und 1945 wurden 55.000 deutsche Juden aus der städtischen Gemeinde Opfer der Schoah, die meisten anderen flohen oder wurden vertrieben. Lediglich 9.000 von ihnen überlebten im Untergrund oder in einer Ehe mit einem nichtjüdischen Ehepartner.
Insbesondere durch den Zuzug von Juden aus den Nachfolgestaaten der Sowjetunion wuchs die Zahl der jüdischen Berliner in der Stadt seit 1990 wieder an. Zu Beginn des 21. Jahrhunderts lebten in der Stadt etwa 12.000 jüdische Gemeindemitglieder. Geschätzte 15.000 meist säkular lebende Israelis wohnen im Jahr 2015 ebenfalls in Berlin.

## Geschichte

### Stadtentstehung bis zur Vertreibung 1200–1573
Schon zur Zeit der Entstehung der beiden Städte Berlin und Cölln im späten 12. Jahrhundert könnte es jüdische Händler in der Mark Brandenburg gegeben haben. Die erste urkundliche Erwähnung von Juden in Berlin stammt aber erst aus dem Jahr 1295. In einem Privileg der Berliner Tuchmacherzunft wird den zur Zunft gehörenden Wollwebern verboten, Garn bei Juden einzukaufen. Die Berliner Juden wohnten dicht beieinander im Klosterviertel, einer Gegend, die bis Mitte des 20. Jahrhunderts durch den Großen Jüdenhof gekennzeichnet war und seitdem durch die Jüdenstraße am Roten Rathaus auffindbar ist.

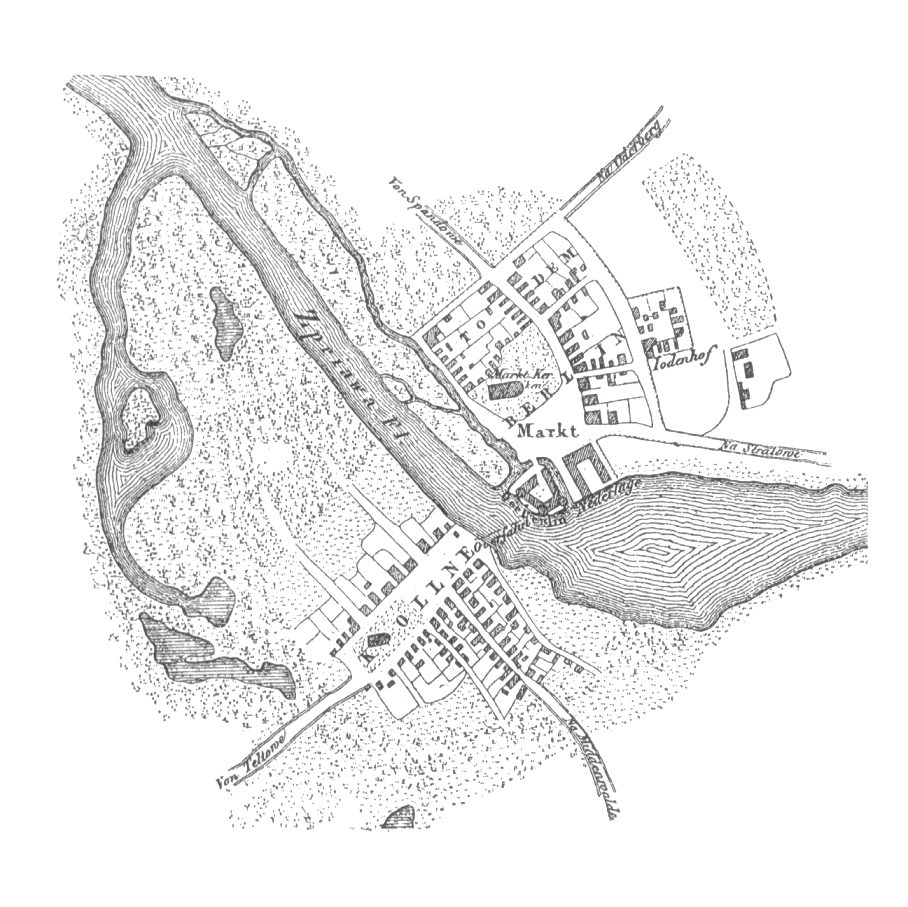
Die Jüdenstraße am „Iodenhof“ in Berlin im 13. Jahrhundert

Die Juden hatten in dieser Zeit einen besonderen rechtlichen Status und waren gegebenenfalls vom Wohlwollen der Herrschenden abhängig, ihnen blieben nur wenige Tätigkeitsfelder wie das Kreditwesen und der Handel zum Broterwerb. Insbesondere in Krisenzeiten kam es immer wieder zu Verfolgungen und Vertreibungen. Meist siedelten sich aber schon bald Juden wieder neu an. So kam es im Jahre 1348/1349, als die Pest in Europa wütete, das erste Mal zu größeren Judenverfolgungen in Berlin. 1446 hatte Kurfürst Friedrich II. die Juden erst geschatzt und dann aus der Mark Brandenburg ausgewiesen. Aber schon 1454 finden sich wieder Juden in Berlin. Sie werden ins Bürgerbuch der Stadt eingetragen.
Infolge eines Diebstahls im Jahr 1510 aus der Kirche des havelländischen Ortes Knoblauch durch den christlichen Kesselflicker Paul Fromm aus Bernau kam es zu einem antijüdischen Prozess in Berlin, der schließlich 50 Juden das Leben kostete. Durch unter Folter erpresste „Geständnisse“ wurden immer mehr Juden der Hostienschändung und des Ritualmords verdächtigt. Vom 11. bis 19. Juli fand auf dem Neuen Markt in Berlin der Prozess gegen 41 Menschen statt, in deren Ergebnis Fromm und 38 Juden auf dem Scheiterhaufen verbrannt wurden. Zwei Juden, die zuvor konvertiert waren, wurden enthauptet, zehn weitere waren bereits vorher durch die Folter umgekommen. Im Anschluss wurden alle Juden aus der Mark Brandenburg vertrieben.
Bereits 1539 durften sich wieder Juden in Berlin ansiedeln, um jedoch 1573, und diesmal für ein Jahrhundert, wieder vertrieben zu werden. Den Anlass dafür lieferte der kurfürstliche Münzmeister Lippold, der als Finanzier des Landes und des Hofes bei seinem Dienstherrn Joachim II. in hohem Ansehen stand, aufgrund seines harten Regiments bei den Untertanen, Christen wie Juden, jedoch verhasst war. Nach dem plötzlichen Tod des Kurfürsten wurde Lippold 1571 zunächst wegen Diebstahls und Unterschlagung verhaftet. Es kam zu Pogromen, in deren Verlauf die damals genutzte Synagoge in der Klosterstraße zerstört wurde. Nach einer zwischenzeitlichen Freilassung wurde Lippold dann unter dem Vorwurf der Zauberei und des Mordes am Kurfürsten der Prozess gemacht; 1573 wurde er hingerichtet. Die Juden wurden „für alle Ewigkeit“ aus der Mark Brandenburg vertrieben. Ob in dieser Zeit ein Friedhof in der erst im 18. Jahrhundert benannten Judengasse, im Wohngebiet Berolina-/Mollstraße, für jüdische Bestattungen genutzt wurde, ist umstritten. Jedenfalls war der vormoderne Friedhof der Berliner Juden bis zur Vertreibung von 1510 in Spandau und wurde als Judenkiewer bezeichnet.

### Neugründung der Jüdischen Gemeinde 1671–1780
Die gegen Ende des 20. Jahrhunderts existierende jüdische Gemeinde geht auf das Jahr 1671 zurück, als einige jüdische Familien nach Berlin kamen. Sie waren 1670 von Leopold I. aus Wien vertrieben worden. Da Brandenburg nach dem Dreißigjährigen Krieg daniederlag, war der Große Kurfürst Friedrich Wilhelm bestrebt, Zuwanderer ins Land zu holen, um zu dessen Wiederaufbau beizutragen. Neben den Hugenotten, die ab 1685 ins Land kamen, erlaubte er zu allerdings wesentlich schlechteren Bedingungen am 21. Mai 1671 auch 50 wohlhabenden jüdischen Familien, sich in Brandenburg niederzulassen. Das Privileg Friedrich Wilhelms erlaubte den Juden die Niederlassung in der gesamten Mark und wies ihnen als Betätigungsfeld den Handel zu. Die Zünfte blieben ihnen versperrt. Neben den üblichen Steuern musste jede jüdische Familie eine jährliche Schutzgebühr zahlen. Nur Familien mit einem Kind durften sich in der Mark ansiedeln. Um eine Heiratserlaubnis zu bekommen, musste eine Extragebühr entrichtet werden. Die entstehenden jüdischen Gemeinden durften einen Lehrer und einen Schächter anstellen und einen Friedhof anlegen, der Bau von Synagogen blieb vorläufig verboten. Die Gemeinde bestand nicht nur aus Wiener Flüchtlingen, sondern auch von anderer Herkunft wie die Hoffaktoren Baruch und Moses Benjamin Wulff sowie Jost Liebmann.

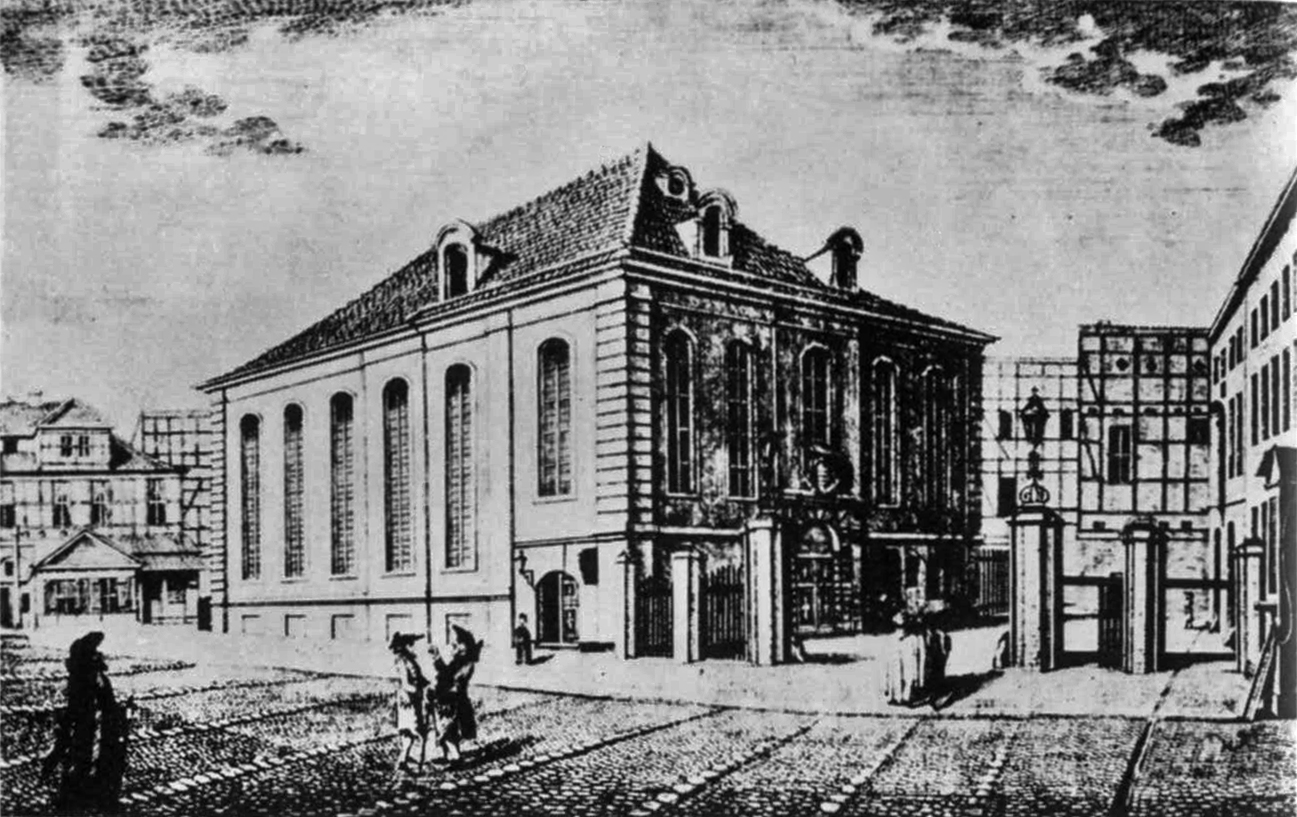
Alte Synagoge, erbaut 1714

Am 10. September 1671 erhielten die ersten beiden Familien einen Schutzbrief. Dieses Datum gilt seitdem als Gründungsdatum der Berliner Jüdischen Gemeinde. In Berlin siedelten sich zunächst neun Familien an. Die Zahl wuchs im Laufe der nächsten Jahrzehnte an. Im Jahr 1688 lebten bereits 40 und ab 1700 schon 117 jüdische Familien in Berlin, darunter 70, die einen Geleitbrief hatten, und 47 „unvergleitete“ Familien. Entsprechend dem kurfürstlichen Privileg wurde 1672 vor dem Spandauer Tor ein jüdischer Friedhof angelegt. Ab 1675 ist eine Beerdigungsbruderschaft belegt. Gottesdienste mussten zunächst in Privatwohnungen abgehalten werden. 1714 konnte in der Heidereutergasse eine Synagoge, ab 1866 als Alte Synagoge bezeichnet, eingeweiht werden. Bei der Einweihung des prachtvollen Baus war die Königin Sophie Dorothea anwesend. Die Synagoge war in den Boden eingelassen, weil sie die umliegenden Gebäude nicht überragen durfte.
Die restriktiven Bestimmungen für die Berliner Juden wurden 1714 etwas gelockert, so wurden beispielsweise Handelsbeschränkungen aufgehoben. Das General-Reglement von 1730 und das Revidierte General-Privileg von 1750 legten für die preußischen Juden neue finanzielle Lasten sowie eine Reihe weiterer Beschränkungen fest – dazu gehörte, dass Juden nur durch ein einziges Stadttor nach Berlin hinein durften und sich dort einigen Befragungen stellen mussten. Diese Bestimmungen blieben im Wesentlichen bis Anfang des 19. Jahrhunderts zur Zeit der preußischen Reformen bestehen.

### Aufstreben der jüdischen Gemeinde 1750–1900

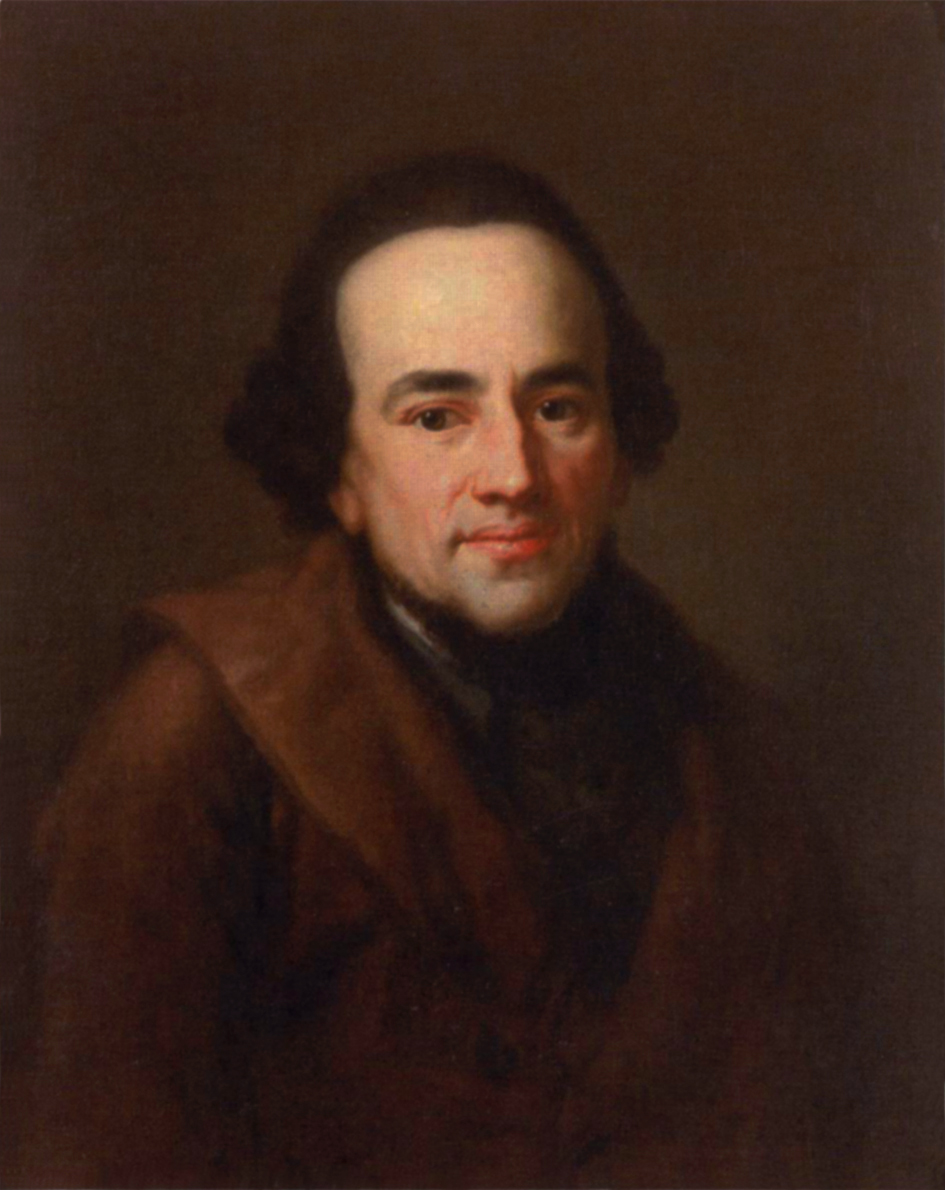
Moses Mendelssohn (Ölgemälde von Anton Graff, 1771)

Moses Mendelssohn ist einer der wichtigsten Humanisten des 18. Jahrhunderts und Hauptvertreter der Berliner Haskala, der jüdischen Aufklärung. Er begründete die Bankiersfamilie Mendelssohn und das Bankhaus Mendelssohn in der Jägerstraße, die in der Folge ein Zentrum der Berliner Kultur- und Literaturszene wurde. Neben Moses Mendelssohns Enkel Felix Mendelssohn Bartholdy und dessen Schwester Fanny Hensel trugen vor allem Rahel Levin, Dorothea Veit, Amalie Beer und Henriette Herz entscheidende kulturelle Impulse bei. David Friedländer gründete 1778 die erste jüdische Freischule in Berlin, deren Bildungsprogramm der Haskala verschrieben war und einen Gegenpart zur traditionellen Erziehung im Cheder bildete.

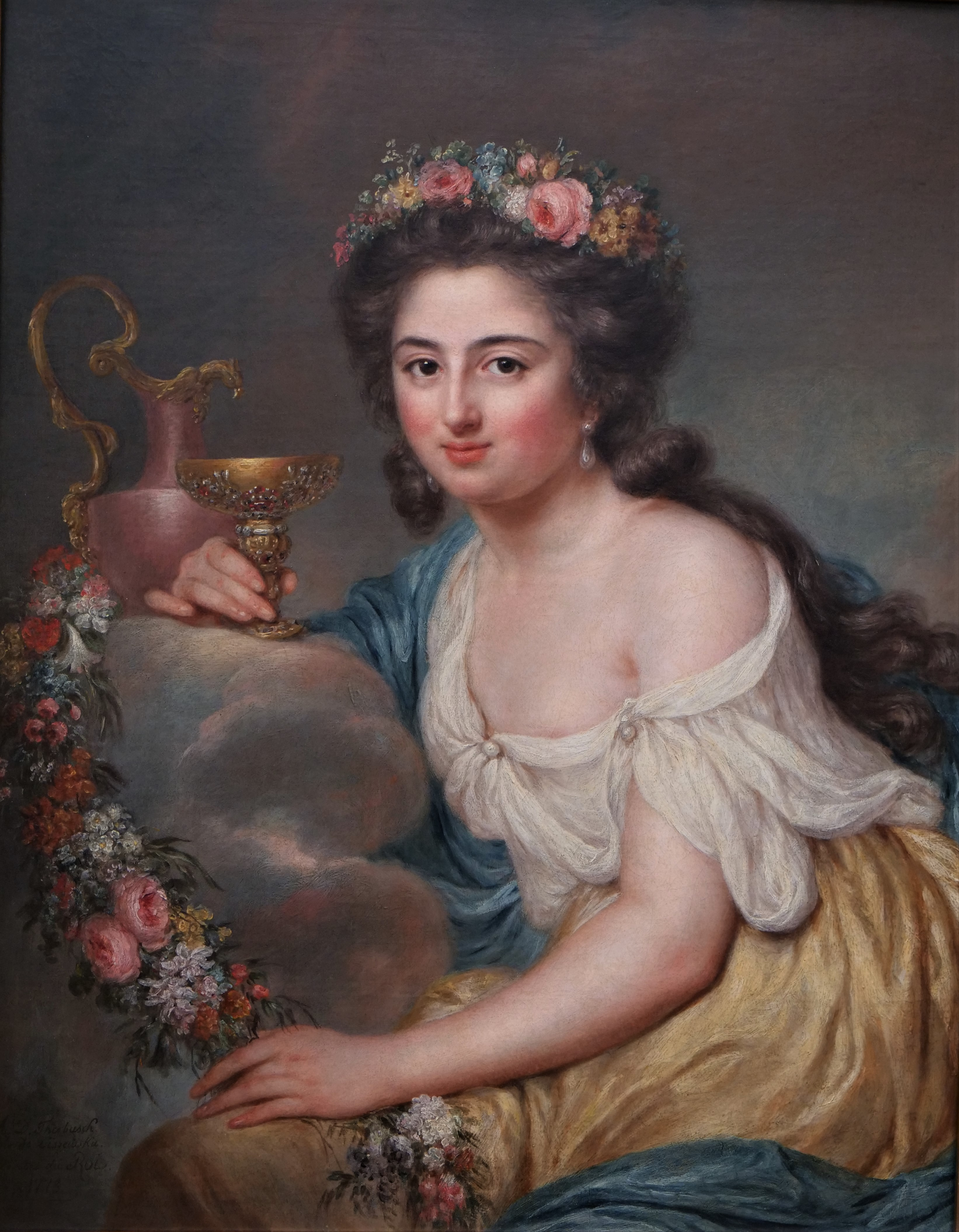
Henriette Herz, die in der Spandauer Straße den bedeutendsten Salon der Stadt führte, in dem das Tout Berlin der Künstler und Dichter verkehrte, stellte Anna Dorothea Therbusch in freizügiger Manier à la francaise dar, 1778

Amalie Beer führte einen bedeutenden Literarischen Salon. Sie etablierte einen öffentlichen Raum, in dem sich Bürgertum und Adel trafen. Als Jüdin wählte sie nicht den Weg der Assimilation, sondern der Akkulturation. „Auf dem Boden der Aufklärung, der Toleranz und Humanität verband das Ehepaar Beer seinen jüdischen Glauben mit deutschem Kulturbewußtsein und preußischem Patriotismus, den es in der Zeit der Befreiungskriege unter Beweis stellte.“ Sie erhielt um 1815 als Anerkennung für ihre Verdienste um die Verwundeten den preußischen Luisenorden. Ohne diese Salons wäre das literarische Leben in Berlin zu Beginn des 19. Jahrhunderts nicht denkbar. Ausgehend von den literarischen Salons im Umkreis dieser Frauen entstanden um diese Zeit zahlreiche literarische Gruppen, wie der Nordsternbund und die Serapionsbrüder.

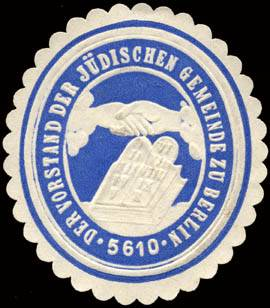
Jüdische Gemeinde zu Berlin – Siegelmarke (1850–1923)

Das preußische Judenedikt von 1812 führte zur teilweisen rechtlichen Gleichstellung der in Preußen lebenden Juden. Obwohl ihnen der Zugang zum Offizierskorps, zur Justiz und zur öffentlichen Verwaltung bis zum Emanzipationsgesetz des Norddeutschen Bundes von 1869 verwehrt blieb, waren Juden in Berlin vom 19. bis zum ersten Drittel des 20. Jahrhunderts außerordentlich gut integriert. Aaron Bernstein, ein Teilnehmer der Revolution von 1848, war Mitbegründer der Jüdischen Reformgemeinde, zunächst als Genossenschaft für die Reform im Judentum. Weitere nennenswerte Persönlichkeiten aus dieser Zeit sind unter anderem Moritz Veit, Michael Sachs Mitbegründer des konservativen Judentums, Wilhelm Beer, Paul Singer, Samuel Fischer, Moritz Coschell, Leopold Ullstein und Max Liebermann, Gründungsmitglied der Berliner Secession. Siehe dazu auch „Kaiserjuden“.
Im Jahr 1860 war die jüdische Gemeinde in Berlin auf etwa 28.000 Mitglieder angewachsen. 1866 wurde die Neue Synagoge in der Oranienburger Straße eingeweiht. Ihrem Bau stimmte König Wilhelm I. bereitwillig zu – solange sie nicht höher würde als der alte Hohenzollerndom. Sie diente bis 1938 als Hauptsynagoge und war mit 3000 Sitzplätzen über mehrere Jahrzehnte einer der fünf größten Synagogenbauten der Welt.
Der Jüdische Friedhof vor dem Schönhauser Tor von 1827 wurde bis Ende des 19. Jahrhunderts für Bestattungen genutzt. Seine Rolle übernahm ab 1880 der Jüdische Friedhof in Weißensee, der sich schrittweise zum größten jüdischen Friedhof Europas entwickelte. 1869 spaltete sich die Israelitische Synagogen-Gemeinde Adass Jisroel ab, da die Jüdische Gemeinde mehr und mehr zum Reformjudentum tendierte. Adass Jisroel erwarb 1873 einen eigenen Friedhof in Weißensee, der ab 1880 von ihr genutzt wurde und betrieb ein eigenes Krankenhaus in der damaligen Lothringer Straße.

### Blütezeit und Pogrome 1900–1990

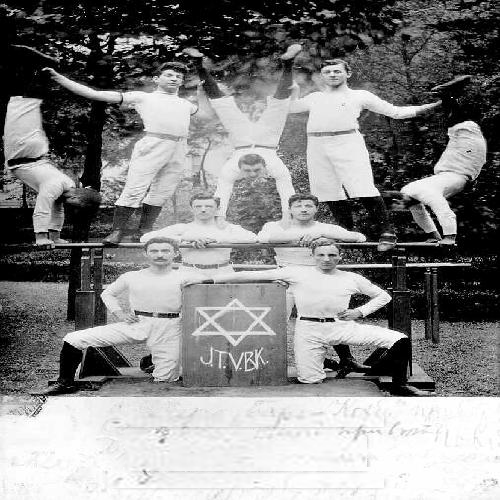
Sportler des J.T.V.B.K. in Berlin 1902

Nach einem stetigen Zuzug jüdischer Menschen aus dem osteuropäischen Raum, insbesondere aus Galizien seit 1870, stellte die jüdische Bevölkerung Berlins einen wichtigen Teil des städtischen Lebens dar. Viele von ihnen kamen zunächst bei Freunden und Verwandten rund um das Scheunenviertel unter.
Der 1898 gegründete Jüdische Turn- und Sportverein Bar-Kochba Berlin war der erste jüdische Sportverein im deutschen Kaiserreich. Im Jahr 1902 wurde die Bibliothek der Jüdischen Gemeinde gegründet.

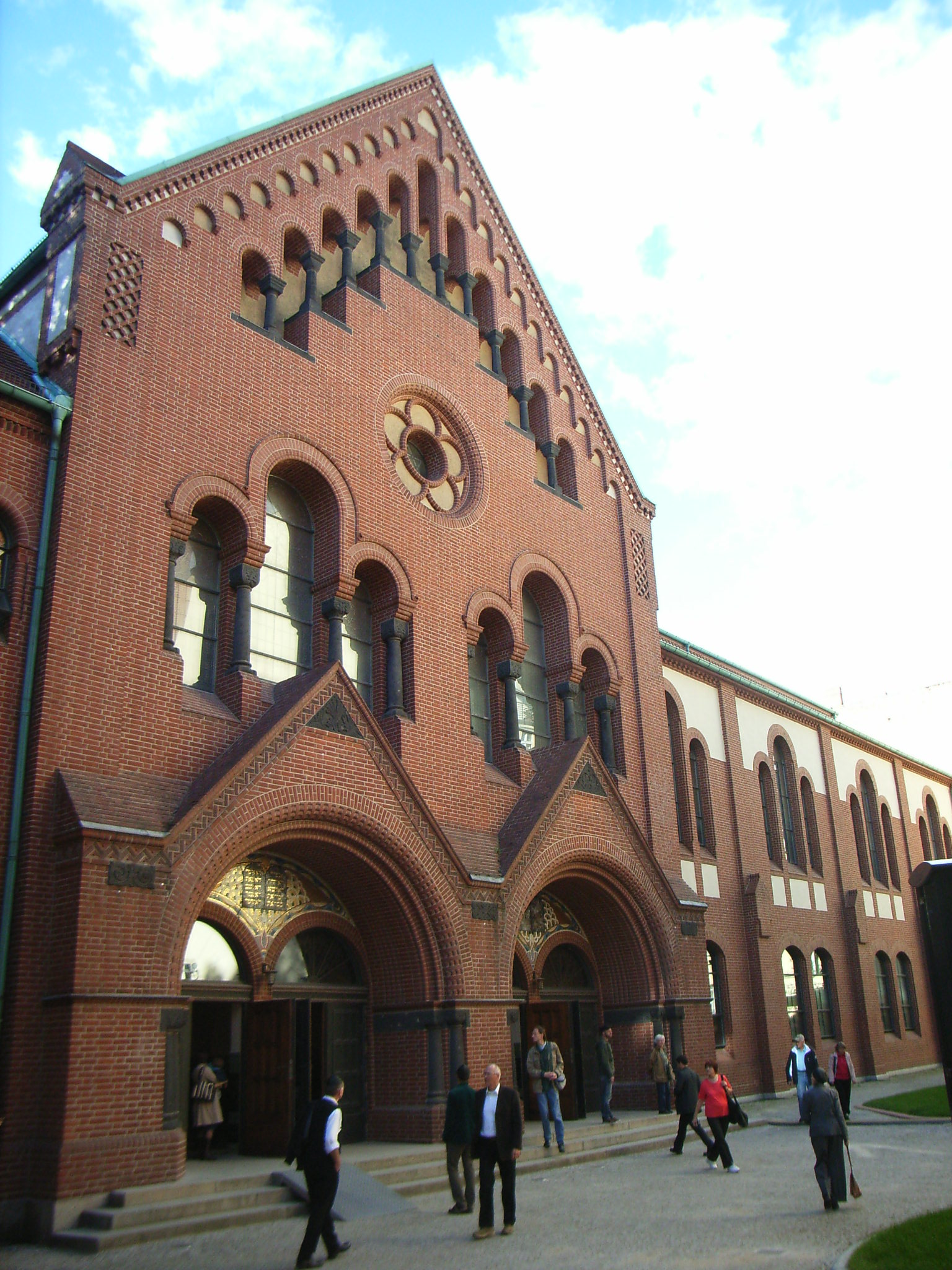
Synagoge Rykestraße, erbaut 1904

1904 erfolgte die Einweihung der Synagoge Rykestraße in Prenzlauer Berg, die im 21. Jahrhundert die Synagoge mit den meisten Mitgliedern in Deutschland ist. Zur gleichen Zeit wurde in der Passauer Straße eine weitere Synagoge eingeweiht, berühmte Rabbiner der Zeit wie Joseph Carlebach oder Alexander Altmann wirkten hier. Regina Jonas, geboren in Berlin, wurde die erste Frau weltweit, die zur Rabbinerin ordiniert wurde und in diesem religiösen Amt tätig war. Sie predigte in den 1930er bis 1940er Jahren in mehreren Berliner Synagogen.
Vor der Machtübertragung  der NSDAP im Jahr 1933 waren 160.000 Mitglieder in jüdischen Gemeinden in Berlin eingeschrieben, ein Drittel der jüdischen Bevölkerung des Deutschen Reiches. Aufgrund der zunehmenden Judenverfolgung litten die Betroffenen stärker als die übrige Berliner Bevölkerung unter Armut und Arbeitslosigkeit.   In der Jüdischen Gemeinde selbst wurde versucht, durch Umstrukturierungen die Situation ein wenig zu entschärfen. Eine Auswanderungswelle begann.
Nach dem Scheunenviertelpogrom während der Hyperinflation 1923 inszenierte die SS 1933 gegen die meist ostjüdischen Bewohner im Scheunenviertel erneut einen Pogrom. Wie schon der erste Kurfürstendamm-Krawall von 1931 wurde auch der Kurfürstendamm-Krawall von 1935 von der Berliner SA durchgeführt und steigerte die judenfeindliche Stimmung in der Bevölkerung.

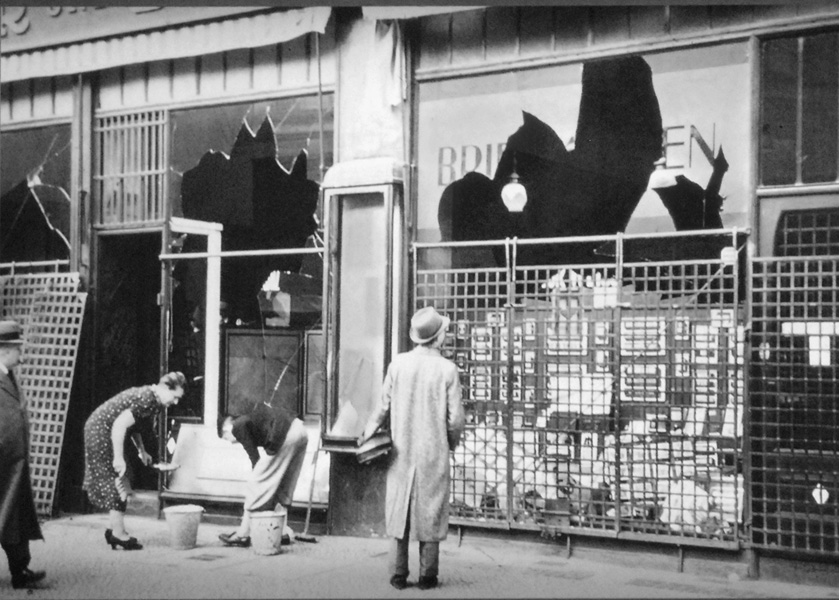
Geplünderte jüdische Geschäfte nach den Novemberpogromen 1938

1938 brannten infolge des reichsweit organisierten Pogroms gegen die Juden die Synagogen. Jüdische Geschäfte und Wohnungen wurden demoliert, viele als Juden denunzierte Deutsche wurden verhaftet. Die Zwangsauswanderung in Verbindung mit Enteignungen wurde vorangetrieben. Um 1939 lebten rund 75.000 Juden in Berlin. 1941 verließ der erste Transport mit etwa tausend deportierten Berliner Juden den Bahnhof Grunewald und brachte sie ins damalige Litzmannstadt. In den folgenden Kriegsjahren wurden im Zuge des Holocaust mehr als 55.000 als Juden eingestufte Menschen aus Berlin nach Theresienstadt und in andere Ghettos und Vernichtungslager verschleppt, wo die meisten von ihnen umkamen. Auf der Wannseekonferenz 1942 planten die Machthaber den weiteren zeitlichen Ablauf der Vernichtungsaktionen. Die Massendeportationen endeten im Frühjahr 1943 in der Fabrikaktion genannten Razzia, bei der es zum Rosenstraßen-Protest durch Angehörige der letzten Deportationsopfer kam.
Vorsitzender der Berliner Jüdischen Gemeinde von 1933 bis zu seiner Verschleppung im Jahr 1942 war Heinrich Stahl. Der letzte Gottesdienst in der Neuen Synagoge fand 1940 statt. Als Lagerhalle für die Wehrmacht missbraucht und 1943 von britischen Bomben schwer beschädigt, wurden die Ruine des Hauptraumes sowie die schwer beschädigte Kuppel 1958 auf Veranlassung der Regierung der DDR abgetragen. Die entlang der Straße liegenden Gebäudeteile blieben stehen.
Erich Nehlhans leitete nach dem Krieg von 1945 bis 1949 die Berliner Jüdische Gemeinde. Nach dessen Verhaftung durch sowjetische Behörden trat Hans Erich Fabian an seine Stelle.
Heinz Galinski war von 1949 bis zu seinem Tod 1992 Vorsitzender der Jüdischen Gemeinde zu Berlin (von 1953 bis 1989 der West-Berliner jüdischen Gemeinde).
Ab 1988 wurde der vordere Teil der ehemaligen Neuen Synagoge wiederaufgebaut. Nach dem 1995 abgeschlossenen Wiederaufbau ist die Synagoge ein Museum. Seit 1989 wird alljährlich der Heinz-Galinski-Preis zur Förderung der deutsch-jüdischen Verständigung vergeben.

### Wiedervereinigung und Wachstum ab 1990

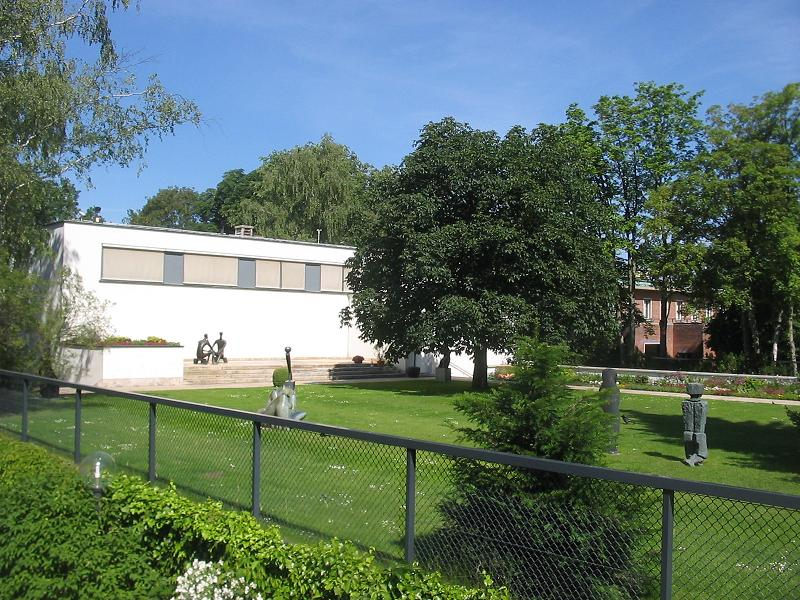
Das Touro College Berlin wurde 2006 gegründet.

Mit der Deutschen Wiedervereinigung im Jahre 1990 fusionierten die beiden Jüdischen Gemeinden aus Ost- und West-Berlin. Im Jahre 2006 erfolgte der Umzug vom bisherigen Gemeindesitz, dem Jüdischen Gemeindehaus im Westteil der Stadt, zurück an seinen ursprünglichen Ort in der Oranienburger Straße in Berlin-Mitte.
Nach Einschätzungen des American Jewish Committee war Berlin zwischen 1990 und 2010 die weltweit am schnellsten wachsende jüdische Gemeinschaft. Dies war bedingt durch die Zuwanderung von russischen Juden. Über 80 Prozent der Gemeindemitglieder waren 2015 eingewanderte Juden aus der Sowjetunion bzw. ihren Nachfolgestaaten. Das Gemeindeblatt Jüdisches Berlin erscheint zweisprachig in Deutsch und Russisch.
Seit 1999 hat der Zentralrat der Juden in Deutschland seinen Sitz in Berlin. Nach 2005 wurde Berlin zum Anziehungspunkt für junge, jüdische Bürger aus dem deutschsprachigen Raum und Israel.
Die 14. European Maccabi Games wurden 2015 in Berlin abgehalten. Die europäische Makkabiade wurde damit zum ersten Mal in Deutschland ausgetragen. 2016 gründete sich die Jüdische Studierendenunion Deutschland (JSUD) als bundesweite politische Vertretung jüdischer Studierender und junger jüdischer Erwachsener in Deutschland und hat seitdem ihren Sitz in Berlin.
Im Jahr 2021 und 2022 fanden zahlreiche Veranstaltungen im Rahmen des Jubiläums 1700 Jahre jüdisches Leben in Deutschland statt.

## Jüdische Gemeinde zu Berlin

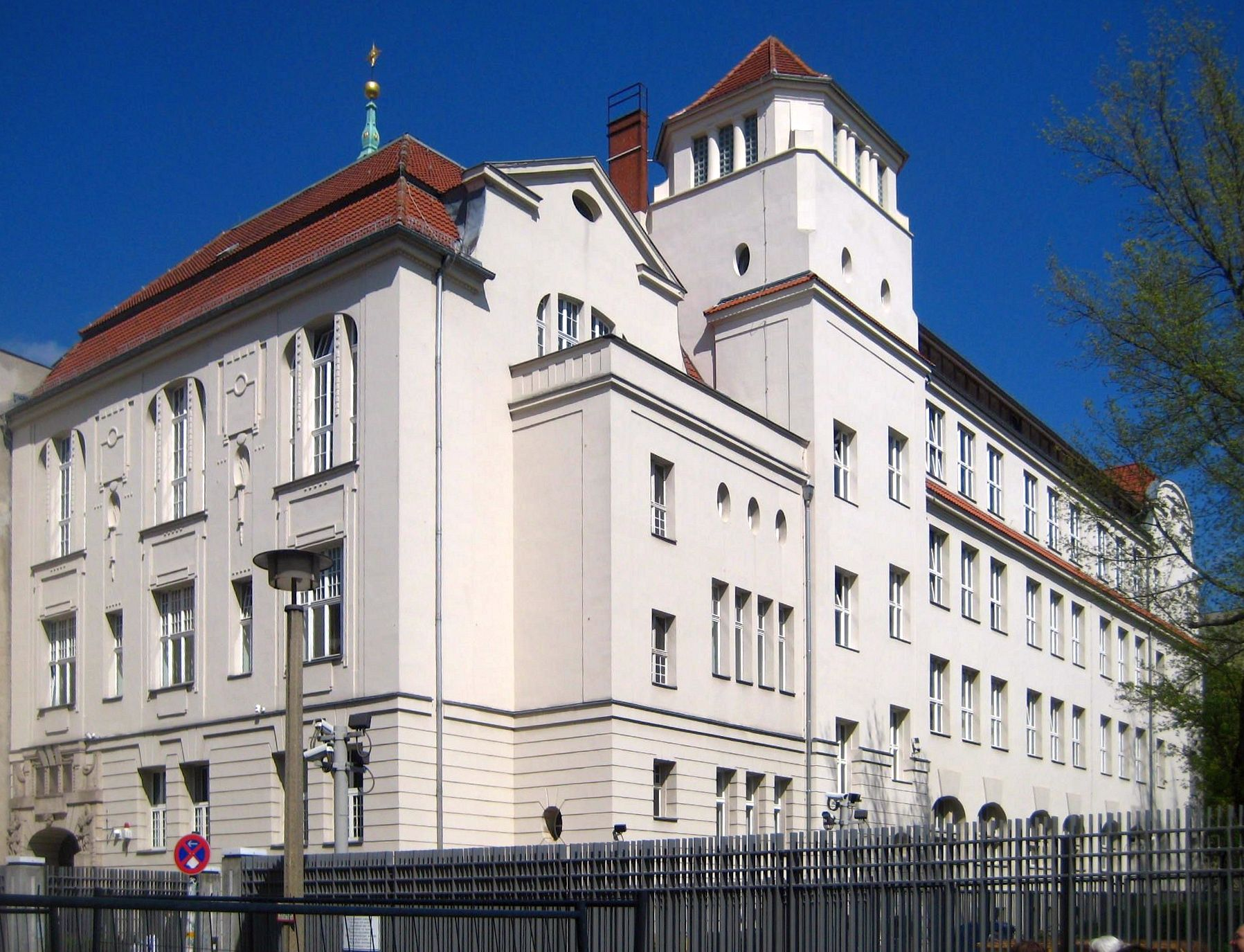
Jüdisches Gymnasium Moses Mendelssohn

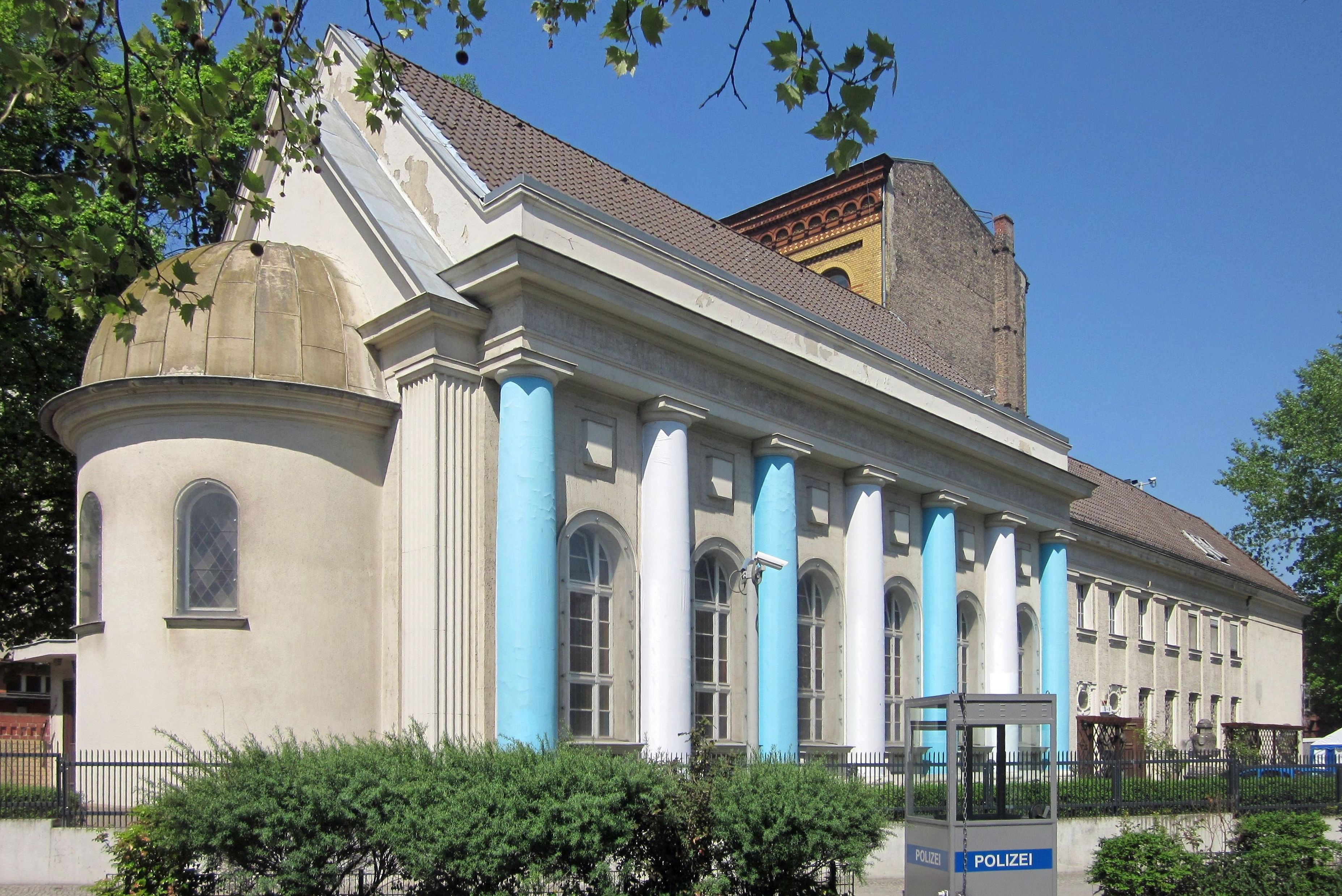
Synagoge am Fraenkelufer

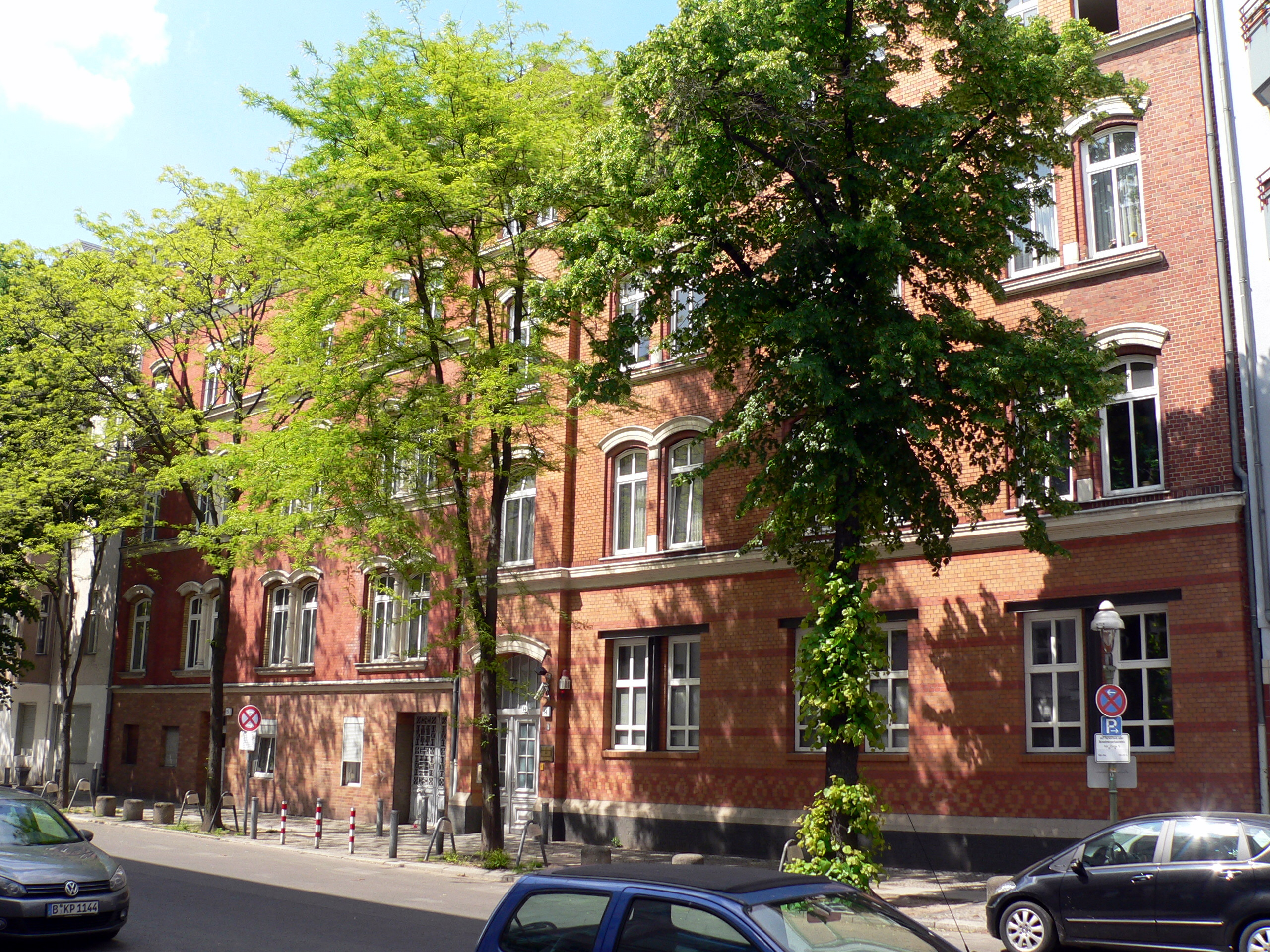
Synagoge in der Pestalozzistraße

Die Jüdische Gemeinde zu Berlin (JGzB) ist als Einheitsgemeinde organisiert, die sechs Gemeindesynagogen, sowohl orthodoxe als auch liberale, betreibt. Seit 2006 gibt es in Berlin auch eine sephardische Synagoge. Drei Rabbiner der jüdischen Gemeinde und mehrere weitere Rabbiner, darunter seit 2007 wieder eine Frau, arbeiten in Berlin. Die Jüdische Gemeinde zu Berlin ist mit über 10.000 Mitgliedern die größte jüdische Gemeinde in Deutschland. Sie bietet ihren Mitgliedern eine weit gefächerte jüdische Infrastruktur, darunter neun Synagogen, zwei rituelle Tauchbäder, mehrere Schulen, Erwachsenenbildung, ein Pflegeheim, betreutes Wohnen, ein Seniorenwohnheim und einen ambulanten Pflegedienst.
Daneben gibt es die kleine orthodoxe Gemeinde Adass Jisroel mit 1000 Mitgliedern sowie mehrere tausend Juden, die keiner Gemeinde angehören. Zudem leben 2015 rund 15.000 Israelis in Berlin, von denen 6.152 in Israel geboren wurden.
Für eine jüdische Erziehung stehen Kindern und Jugendlichen unter anderem die jüdische Kindertagesstätte, die Heinz-Galinski-Grundschule sowie das Jüdische Gymnasium Moses Mendelssohn offen. Außerdem gibt es ein Jugendzentrum und zahlreiche weitere Aktivitäten für jüdische Jugendliche.
Das Abraham Geiger Kolleg wurde im Januar 2023 von der Jüdischen Gemeinde zu Berlin übernommen, die ankündigte, dass Gründer Rabbiner Walter Homolka in der umstrukturierten Einrichtung keine Rolle mehr spielen würde.

### Vorsitzende
- 1924–1927: Leo Wolff
- 1928–1930: Georg Kareski
- 1930–1933: Wilhelm Kleemann
- 1933–1940: Heinrich Stahl
- 1940–1943: Moritz Henschel
- 1945–1948: Erich Nelhans
- 1949–1992: Heinz Galinski (von 1953 bis 1989 der West-Berliner jüdischen Gemeinde)
- 1958–1971: Heinz Schenk (Vorsitzender der Ost-Berliner jüdischen Gemeinde)
- 1971–1990: Peter Kirchner (Vorsitzender der Ost-Berliner jüdischen Gemeinde)
- 1992–Juni 1997: Jerzy Kanal[26]
- 1997–2001: Andreas Nachama, Sohn von Oberkantor Estrongo Nachama
- 2001–2004: Alexander Brenner
- 2004–2005: Albert Meyer
- 2005–2008: Gideon Joffe
- 2008–2012: Lala Süsskind
- seit 2012: Gideon Joffe

### Rabbiner
Stand: 2024
Gemeinderabbiner
- Jonah Sievers (ARK) (Synagoge Pestalozzistraße)[28]
- Gesa Ederberg (ARK) (Synagoge Oranienburger Straße)[29]
- Yitshak Ehrenberg (ORD) (Synagoge Joachimsthaler Straße)[30]
- Yehuda Teichtal (Synagoge Chabad Lubawitsch)[31]
- Boris Ronis (ARK) (Synagoge Rykestraße)[32]
- Nehorai Daus (Synagoge Passauer Straße)[33]

Ehrenamtlich(e) Rabbiner
- Andreas Nachama (ARK) (Synagoge Sukkat Schalom)

### Kantoren
Stand: 2024
- Arie Zaloshinsky (Synagoge Joachimsthaler Straße)[35]
- Isodoro Abramovicz (Synagoge Pestalozzistraße)[36]
- Jochen Fahlenkamp (Synagoge Rykestraße)[37]
- Simon Zkorenblut (Synagoge Pestalozzistraße, Fraenkelufer)[38]
- Abraham Daus (Synagoge Passauer Straße)[39]

### Kontroversen
Seit Gideon Joffe 2012 zum Vorsitzenden der Jüdischen Gemeinde zu Berlin gewählt wurde, sind Konflikte in der Gemeinde öffentlich bekannt geworden.
Nach der Wahl der Repräsentantenversammlung 2015 kamen Vorwürfe auf, die Wahl sei manipuliert worden, bis heute sind diese nicht widerlegt. Nachdem man sich in der Berliner Gemeinde mehr als ein halbes Jahr danach nicht auf ein Verfahren zur Wahlprüfung hatte einigen können, griff der Zentralrat der Juden in Deutschland ein und verlangte 2016 vom Gemeindevorstand, „die im Raum stehenden Fragen rückhaltlos und schnell aufzuklären“. Im Kern ging es um die geänderte Wahlordnung, mit der eine Altersgrenze von 70 Jahren für Kandidaturen eingeführt wurde. Im Februar 2024 beschloss der Zentralrat der Juden wegen der Wahl, dass die jüdischen Gemeinde zu Berlin für ein Jahr nicht mehr in den Gremien des Zentralrats mitbestimmen darf.

## Zentralrat der Juden in Deutschland
Der Zentralrat der Juden in Deutschland (ZdJ) hat seinen Sitz in der Tucholskystraße in Berlin. Der ZdJ ist als Körperschaft des öffentlichen Rechts die größte Dachorganisation  jüdischer Gemeinden und Landesverbände in Deutschland und deren gesellschaftliche und rechtliche Vertretung.
Er wurde am 19. Juli 1950 in Frankfurt am Main gegründet und hat seit 1999 seinen Sitz in Berlin. Ihm gehören 23 Landesverbände mit 104 Gemeinden und rund 95.000 Mitgliedern im Jahr 2020 an.

## Kultur der Gegenwart

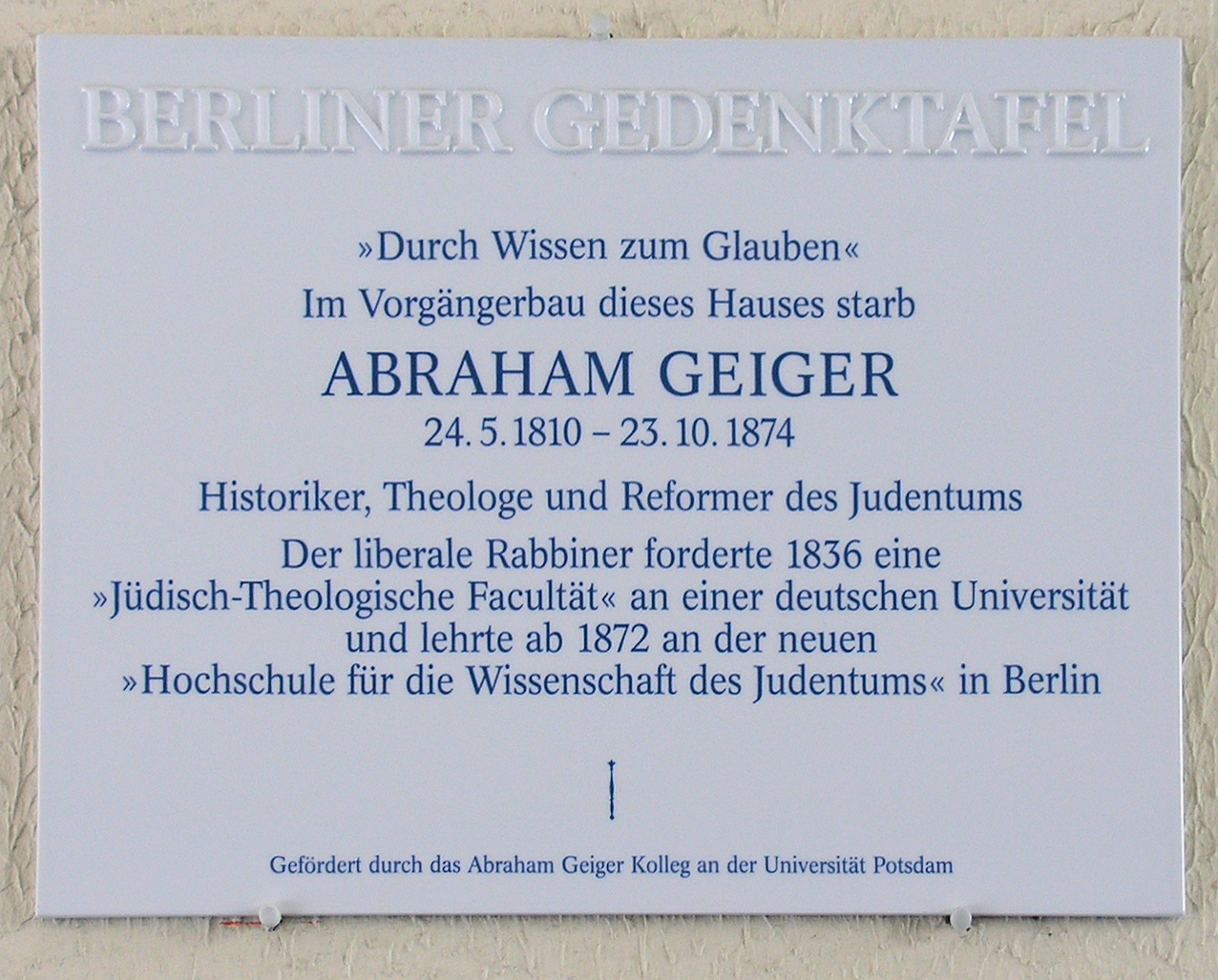
Berliner Gedenktafel für Abraham Geiger gestiftet durch die Universität Potsdam

- Jüdische Allgemeine, Wochenzeitung seit 1946
- Leo-Baeck-Preis seit 1957/1999
- TuS Makkabi Berlin, Sportverein gegründet 1970
- Jüdische Kulturtage seit 1988[43]
- Jüdisches Filmfestival Berlin & Brandenburg seit 1995[44]
- Deutsch-Jüdisches Theater seit 2001[45]
- Jüdisches Museum Berlin seit 2001
- Jewrovision, Gesangswettbewerb seit 2002
- Chanukka-Leuchter am Brandenburger Tor seit 2002[46]
- Alles auf Zucker!, Film aus dem Jahr 2004
- Spitz, hebräisches Berlin Magazin seit 2009[47]
- Jewish Voice from Germany, Zeitung seit 2012[48]

### Bildung
- Moses Mendelssohn Zentrum für europäisch-jüdische Studien, Forschungsinstitut in Potsdam seit 1992
- Abraham Geiger Kolleg, Rabbinerseminar in Potsdam seit 1999
- Touro University Berlin, private Hochschule seit 2006
- Jüdisches Bildungszentrum Chabad Berlin seit 2007
- Zentrum Jüdische Studien Berlin-Brandenburg seit 2012

## Wirtschaftsleben

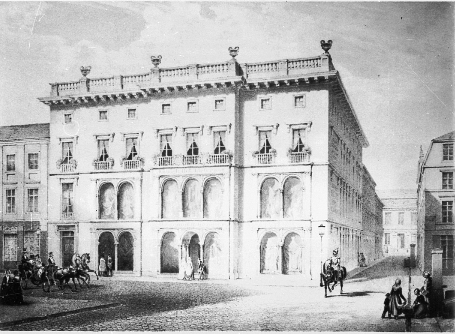
Das Konfektionshaus Herrmann Gerson um 1850

- Bankhaus Mendelssohn & Co., Privatbankhaus, gegründet 1795
- Kaufhaus Gerson, Konfektionshaus, gegründet 1848
- Mosse Verlag, Zeitungsverlag, gegründet 1870
- Orenstein & Koppel, Maschinenbaufirma, gegründet 1876
- AEG, Elektrokonzern, gegründet 1883
- S. Fischer Verlag, Buchverlag, gegründet 1886
- Kaufhaus des Westens, Warenhaus, gegründet 1907
- CCC-Filmkunst, Filmproduktionsfirma, gegründet 1946
- Big Eden, Nachtclub, gegründet 1967 von Rolf Eden[49]

## Persönlichkeiten

### Jüdische Söhne und Töchter Berlins

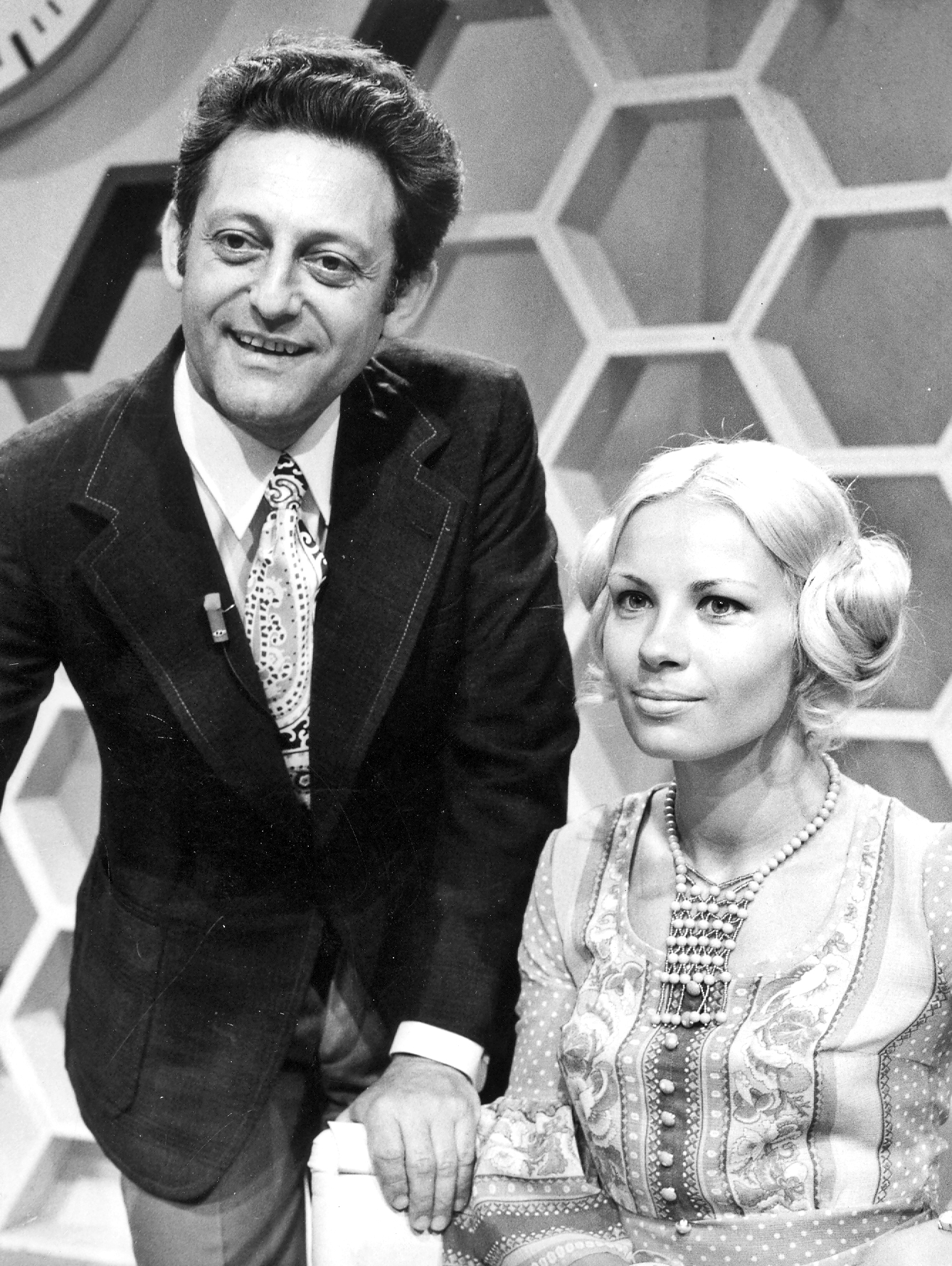
Hans Rosenthal (links) bei Dalli Dalli um 1975

- Veitel Heine Ephraim (1703–1775), königlich preußischer Hoffaktor
- Isaak Daniel Itzig (1750–1806), Oberhofbankier, Hofbaurat und Wegebauinspektor
- Henriette Herz (1764–1847), Schriftstellerin, Salonnière
- Israel Moses Henoch (1770–1844), Begründer des Berliner Nahverkehrs, Bankier und Unternehmer
- Salomo Sachs (1772–1855), Regierungsbauinspektor, Architekt, Sach- und Schulbuchautor
- Meno Burg (1789–1853), Preußischer Stabsoffizier
- Joseph Mendelssohn (1770–1848), Sohn von Moses Mendelssohn und Bankier
- Rahel Varnhagen von Ense (1771–1833), Salonnière
- Emil Rathenau (1838–1915), Maschinenbauingenieur und Gründer
- Max Liebermann (1847–1935), Maler
- James Simon (1851–1932), Unternehmer und Kunstmäzen
- Walther Rathenau (1867–1922), Industrieller und Politiker
- Martin Salomonski (1881–1944), Rabbiner und Romanschriftsteller
- Kurt Tucholsky (1890–1935), Schriftsteller
- Walter Benjamin (1892–1940), Schriftsteller
- Lotte Cohn (1893–1983), Architektin
- Gabriele Tergit (1894–1982), Schriftstellerin
- Herbert Marcuse (1898–1979), Philosoph
- Regina Jonas (1902–1944), Rabbinerin
- Harry Frommermann (1906–1975) und Erich Collin (1899–1961), Sänger der Comedian Harmonists
- Heinz Berggruen (1914–2007), Kunsthändler
- Helmut Newton (1920–2004), Fotograf
- Ken Adam (1921–2016), Filmarchitekt
- Coco Schumann (1924–2018), Jazzgitarrist
- Hans Rosenthal (1925–1987), Entertainer
- Rolf Eden (1930–2022), Nachtclubbesitzer
- Avitall Gerstetter (* 1972), erste jüdische Kantorin in Europa[50]

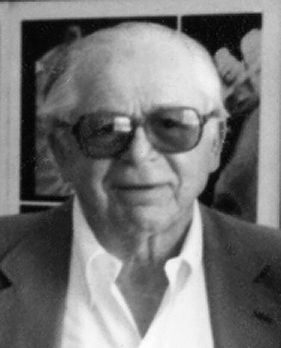
Billy Wilder in Berlin

- Mirna Funk (* 1981), Schriftstellerin
- Max Czollek (* 1987), Schriftsteller
- Nele Pollatschek (* 1988), Schriftstellerin

### Mit Berlin verbunden
- Moses Mendelssohn (1729–1786), Philosoph der Aufklärung
- Jacob Joseph Oettinger (1780–1860), Orthodoxer Prediger, Rabbinatsverweser, Dajan, Talmudist und Pädagoge
- Giacomo Meyerbeer (1791–1864), Pianist, Komponist, Dirigent
- Heinrich Heine (1797–1856), Dichter, Schriftsteller, Journalist
- Samuel Holdheim (1806–1860), Gelehrter und erster Rabbiner der Jüdischen Reformgemeinde
- Rudolf Mosse (1843–1920), Verleger und Firmengründer
- Emanuel Lasker (1868–1941), Mathematiker, Philosoph, Schachweltmeister
- Albert Einstein (1879–1955), Physiker
- Fred Forbát (1897–1972), Architekt, Stadtplaner, Hochschullehrer und Maler
- Billy Wilder (1906–2002), Drehbuchautor, Filmregisseur
- Artur Brauner (1918–2019), Filmproduzent
- Maxim Biller (* 1960), Schriftsteller
- Norman Nathan Gelbart (* 1966), Rechtsanwalt und Funktionär
- Deborah Feldman (* 1986), Schriftstellerin